# Душан Кведер
Душан Кведер — Томаж (Шентјур при Цељу, 9. април 1915 — Београд, 12. март 1966) био је учесник Шпанског грађанског рата и Народноослободилачке борбе, амбасадор и друштвено-политички радник СФР Југославије и СР Словеније и народни херој Југославије.

## Биографија
Душан Кведер рођен је 9. априла 1915. године у Шентјуру при Цељу. Отац му је био учитељ. Политички је почео да делује још са шеснаест година у омладинским друштвима у Птујској гимназији. Због тога је 1931. године био искључен из школе на годину дана. После матуре 1933. године, уписао се на Технички факултет (данас Факултет електротехнике и рачунарства) Универзитета у Загребу. Члан Комунистичке партије Југославије (КПЈ) постао је исте године. На Одељењу за хемију је основао партијску ћелију. Због исписивања парола у Птују, био је ухапшен и осуђен на шест месеци затвора. По изласку из затвора вратио се у Птуј и наставио рад у Месном комитету Комунистичке партије.
У јесен 1934. године уписао се на Правни факултет у Љубљани, али је због болести морао да се врати у Птуј. Од јесени 1935. до лета 1936. године био је члан Покрајинског комитета Савеза комунистичке омладине Југославије (СКОЈ) за Словенију. Постао је и уредник часописа „Млада пота“ (Млади путеви) и то од 8. новембра 1935. до 23. јуна 1936. године, када је часопис забрањен. Полиција је издала налог за хапшење уредника, али је Кведер емигрирао у Француску.

### Шпански грађански рат
У Паризу је скупљао добровољце за Интернационалне бригаде у Шпанији и постао представник у Југословенској комисији за емиграцију при Комунистичкој партији Француске. Поред осталог, био је и уредник „Гласа исељеника“ од септембра 1936. до августа 1937. године. Од августа 1937. учествовао је у Шпанском грађанском рату. Постао је политички комесар 129. интернационалне бригаде и добио чин капетана Шпанске републиканске армије.

### Народноослободилачка борба
После слома Републиканских снага, био је од фебруара 1939. до маја 1941. године у логорима Француске и Немачке, одакле је јула 1941. успео да побегне у домовину. Одмах је успоставио везу са Централним комитетом КП Словеније, па је августа 1941. године послан у Доњу Штајерску, где је у октобру постао командир Брежичке чете. После распада чете, отишао је у Долењску, где је именован за комесара Другог штајерског батаљона и на тој функцији остао од 14. децембра 1941. до 4. априла 1942. године, кад је именован за политичког комесара Друге групе одреда. Касније је та група прерасла у Четврту оперативну зону, а Кведер је од 26. децембра 1942. до маја 1943. године био њен политички комесар. Затим је поновно отишао у Долењску и био инструктор ЦК КП Словеније и Главног штаба НОВ и ПО Словеније.
Августа 1943. године именован је за начелника Оперативног одељења Главног штаба за Словенију, а 17. октобра 1943. за комесара Треће (Алпске) оперативне зоне. 22. децембра преузео је функцију комесара Деветог словеначког корпуса. Крајем 1943. године постао је начелник Главног штаба НОВ и ПО Словеније.

### Послератни период
После ослобођења Југославије, био је на високим положајима у Југословенској народној армији (ЈНА). У Совјетском Савезу је од 1946. до 1948. године завршио Вишу војну академију „Ворошилов“. Затим је био помоћник начелника Војне академије у Београду, први уредник „Војне енциклопедије“ и главни уредник стручног гласила „Војно дело“. Као помоћник Начелника Генералштаба, с чином генерал-пуковника ЈНА, преведен је 1955. године у резерву. Године 1952. је написао књигу „Арктик: Будуће ратиште великих сила?”.
Исте године именован је за амбасадора ФНР Југославије у Етиопији. Од 1956. до 1957. године био је амбасадор у Савезној Републици Немачкој, а од 1958. до 1962. у Индији. Од 1962. до 1965. године био је помоћник Савезног секретара за иностране послове СФРЈ, Коче Поповића. Године 1965. именован је за амбасадора у Уједињеном Краљевству.
Умро је 12. марта 1966. године у Београду. Сахрањен је у Гробници народних хероја у Љубљани.
Носилац је Партизанске споменице 1941. и других југословенских одилковања, међу којима су — Орден партизанске звезде првог и другог реда, Орден заслуга за народ првог реда, Орден братства и јединства првог реда, Орден југословенске заставе другог реда и Орден за храброст (двапут одликован). Од иностраних одликовања, носилац је пољског Реда крста Грунвалда првог реда. Орденом народног хероја одликован је 15. јула 1952. године.

## Галерија
- Душан Кведер, Франц Розман Стане и Петер Станте, 1942.
- Кведер, Франц Розман Стане и Петер Станте, 1943.
- Душан Кведер током рата
- Кведер са младим партизанима у Чрномељу, 1945.
- Кведер са командантима прекоморских бригада, 1945.
- Душан Кведер, 1964.
- Франц Поглајен, Јанко Секирник и Душан Швара (слева на десно) на сахрани Душана Кведера у Љубљани, 1966.
- Орден народног хероја